# Мечеть Аль-Махдар

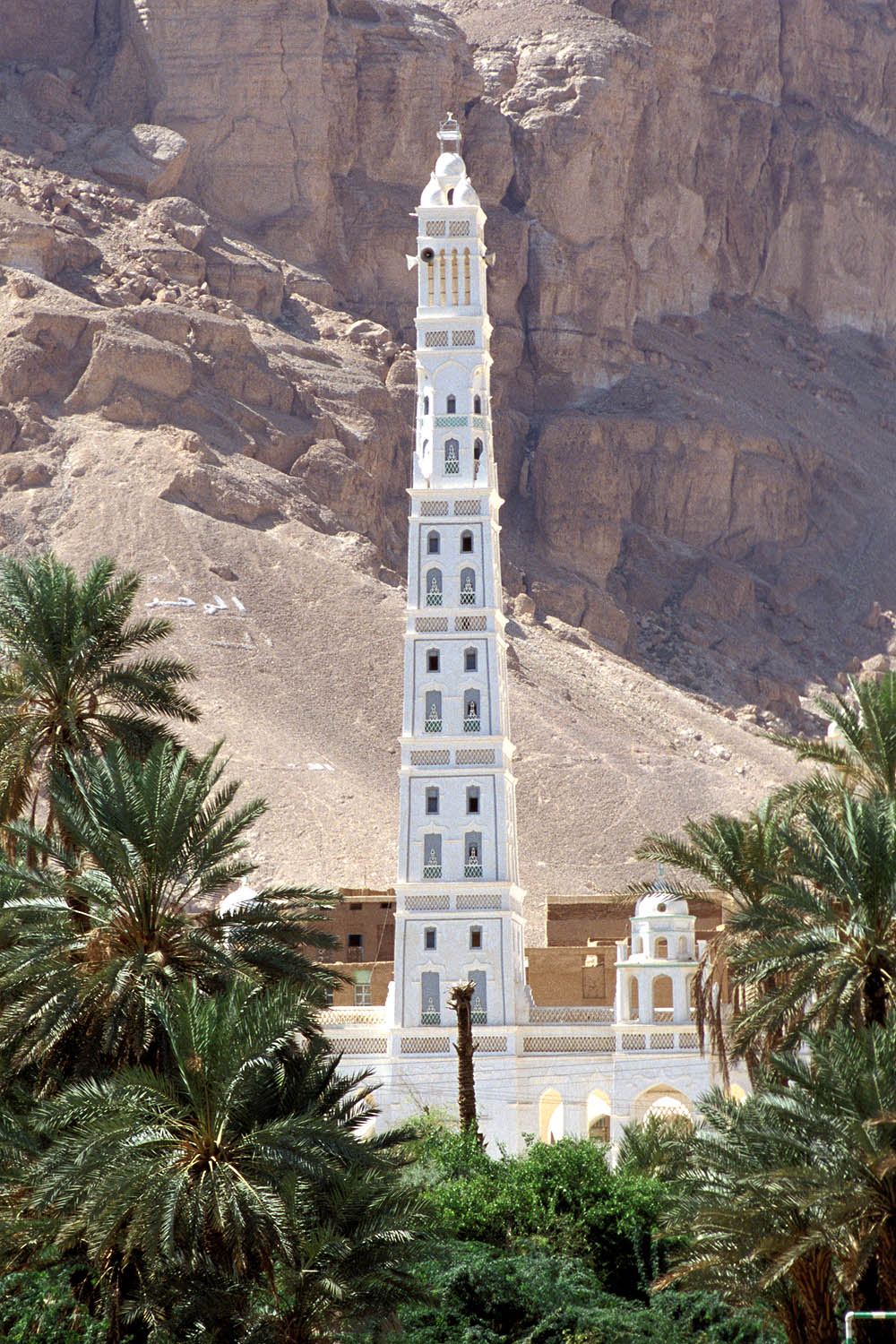
Мінарет мечеті Аль-Махдар.

Мечеть Аль-Махдар (араб. مسجد المحضار; англ. Al-Muhdar mosque) — одна з понад 360 мечетей міста Тарим, яке розташовано в мухафазі Хадрамаут, Ємен.
Завершена в 1914 році мечеть Аль-Махдар названа на честь Омара аль-Махдар бен Абдул Рахман ес-Саккаф(араб. عمر المحضار بن عبد الرحمن عمر المحضار بن عبد الرحمن السقاف; англ. Omar Аль-Muhdar), — мусульманського лідера, який жив у місті протягом XV-го століття.
Мінарет побудовами приблизно в 1930 році (1333 за арабським стилем) за проектом місцевого поета Абу Бакр бен Шихаб (англ. Abu Bakr bin Shihab), який помер у 1931 році (1334 за арабським стилем), як реалізація учителя Авад аль-Салман Afif Altreme. За іншим джерелом над проектом працював також Алаві аль Машхур (англ. Alawi Al Mash’hūr).

## Опис
Геометрично красива, білого кольору мечеть з відкритим двором, який має аркади. Ця мечеть відома тим, що її вінчає 46-метровий (150 футів) мінарет з бруду, — найвищий в Ємені і одна з найвищих споруд з бруду у світі.
Але Арабська Вікіпедія вказує, що мінарет має висоту близько 175 футів (53.5 метра). Білого кольору, в перетині квадратної форми мінарет має внутрішні сходи і побудований за допомогою молока і стовбурів пальм.
Перший поверх будівлі мечеті займає бібліотека Ель-Хакаф (араб. مكتبة الاحقاف; англ. Library Ahqaf), яка необхідна для налаштування зв'язку з великою кількістю рукописів у місті Тарим та сусідніх містах в Ваді Хадрамаут, і які датовані престижним науковим X-м століттям (IV ісламським століттям).